# Fossil (gestión de configuración de software)
Fossil es un software libre para la gestión de configuración del software (abarca un sistema distribuido de control de versiones, un sistema de tickets y una wiki; así como un servidor y aplicación web) para uso en desarrollo de software. Fue creado por el Dr. Richard Hipp, autor de SQLite.

## Características
Fossil es un servidor multiplataforma que se ejecuta como un único binario en GNU+Linux, derivados de BSD, MacOS y Windows. Es capaz de realizar control de versionado distribuido, seguimiento de errores, documentación tipo wiki, y blogging. El software incluye una interfaz web, la cual reduce la complejidad de mantenimiento del proyecto y promueve un estilo de concienciación situacional. Un usuario puede sencillamente hacer "fossil ui" desde su repositorio y Fossil desplegará el navegador de web en una página del proyecto, con acceso a todas las características anteriores, estado e historia detallados.
Siendo distribuido, Fossil no requiere de un servidor central, a pesar de que en la práctica los proyectos colaborativos distribuidos sí suelen usar uno.
El contenido está almacenado en una base de datos SQLite que asegura que las transacciones sean atómicas, incluso si interrumpidas por una pérdida de energía o accidente de sistema.
Fossil es software libre bajo una licencia BSD (anteriormente GPL).

## Adopción
Fossil es autocontenido (en inglés self-hosting). SQLite, que a la vez es utilizado por Fossil, migró de CVS a Fossil en septiembre de 2009.
Algunos ejemplos de otros proyectos que utilizan Fossil son:
- Pritlog
- Tcl/Tk
- Woof
- Synopse mORMot Marco
- Demonio de cliente DHCP apegado al RFC2131
- FUEL SCM gu
- AndroWish
- LibreCMC[4]

- Dragora GNU/Linux-Libre

## Sitios que ofrecen alojamiento
Los sitios web siguientes proporcionan alojamiento de código fuente para repositorios que utilizan Fossil:
- Chisel[5]
- SourceForge[6]
- Efossils[7]